# ناحیه‌های خودگردان روسیه

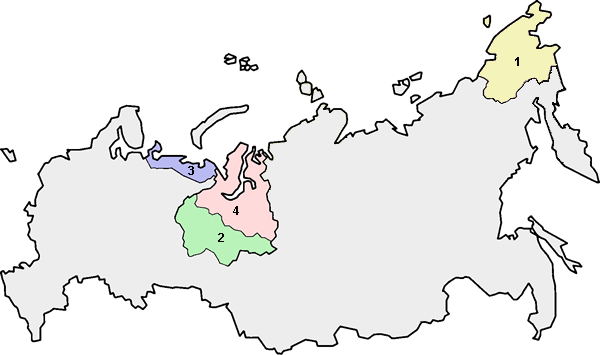
ناحیه‌های خودگردان روسیه تا یک مارس ۲۰۰۸:
۱. چوکوتکا
۲. خانتیا-مانسیا
۳. ننتسیا
۴. یامالو-ننتس

اوکروگ خودگردان که اصطلاحاً به آن ناحیه خودگردان هم گفته می‌شود.
هم کنون ۴ اوکروگ خودگردان در خاک روسیه تعریف شده‌است که عبارتند از:
۱. چوکوتکا

۲. خانتیا-مانسیا

۳. ننتسیا

۴. یامالو-ننتس
در سال ۱۹۹۰ میلادی روسیه دارای ۱۰ اوکروگ خودگردان به شرح زیر بوده‌است:
- آگا بوریاتیا: که هم‌اکنون به بخشی از سرزمین زابایکالسکی تبدیل شده‌است.
- چوکوتکا: فعلاً یک اوکروگ خودگردان است.
- اونکیا: که هم‌اکنون به بخشی از سرزمین کراسنویارسک تبدیل شده‌است.
- خانتیا-مانسیا: فعلاً یک اوکروگ خودگردان است.
- کومی پرمیاک: که هم‌اکنون به بخشی از سرزمین پرم تبدیل شده‌است.
- کوریاک: که هم‌اکنون به بخشی از سرزمین کامچاتکا تبدیل شده‌است.
- ننتسیا: فعلاً یک اوکروگ خودگردان است.
- تایمیریا: که هم‌اکنون به بخشی از سرزمین کراسنویارسک تبدیل شده‌است.
- بوریاتیای اوست-اوردا: که هم‌اکنون به بخشی از استان ایرکوتسک تبدیل شده‌است.
- یامالو-ننتس: فعلاً یک اوکروگ خودگردان است.